# Johannes M. Herrmann
Johannes Martin Herrmann  (* 29. Oktober 1964 in Mannheim) ist ein deutscher Zellbiologe und Biochemiker. Er ist Professor für Zellbiologie an der Rheinland-Pfälzischen Technischen Universität in Kaiserslautern und leitet die Abteilung Zellbiologie an der TU.

## Leben
Nach dem Abitur am Melanchthon-Gymnasium Bretten studierte er Biologie und Biochemie an den Universitäten Bayreuth und Tübingen. Er arbeitete für ein Jahr an der Interaktion von Herpesviren mit ihren Wirtszellen an der Bundesforschungsanstalt für Viruskrankheiten der Tiere in Tübingen, wo er auch seine Diplomarbeit anfertigte. Er promovierte von 1992 bis 1996 bei Walter Neupert im Institut für Physiologische Chemie der Ludwig-Maximilians-Universität München zur Biogenese mitochondrial kodierter Proteine. Von 1996 bis 1998 arbeitete er als Stipendiat der Deutschen Forschungsgemeinschaft an der University of California in Berkeley in der Arbeitsgruppe von Randy Schekman. Von 1998 bis 2006 leitete er eine Arbeitsgruppe an der LMU München, wo er sich für das Fach Biochemie habilitierte. Seit 2006 ist er W3-Professor für Zellbiologie an der Technischen Universität Kaiserslautern (nun die RPTU in Kaiserslautern) und leitet die Abteilung Zellbiologie an der TU. Von 2008 bis 2011 war er dort Dekan des Fachbereichs Biologie.

## Auszeichnungen
Für seine Arbeiten wurde Herrmann mit dem Arnold-Sommerfeld-Preis der bayerischen Akademie der Wissenschaften (2006) und dem Federation of European Biochemical Societies Award (2012) ausgezeichnet. Des Weiteren erhielt vom Land Rheinland-Pfalz Preise 2008 und 2010 für hervorragende Lehre. Herrmann gründete 2011 die Studiengruppe Redoxbiologie der Gesellschaft für Biochemie und Molekularbiologie (GBM), der er seither als Sprecher vorsteht. Im Jahr 2020 wurde Johannes Herrmann in der Sektion Biochemie und Biophysik als Mitglied in die Nationale Akademie der Wissenschaften Leopoldina aufgenommen.

## Forschungsschwerpunkte
Schwerpunkt seiner Forschungsarbeiten ist die Biogenese von Mitochondrien. Im Zentrum seiner Forschungsarbeiten stehen die Prozesse, durch die mitochondriale Proteine gebildet werden. Ein Schwerpunkt dabei ist die oxidative Proteinfaltung im Intermembranraum der Mitochondrien. Herrmann entdeckte 2005 das mitochondrial disulfide relay, eine Maschinerie zur Bildung von Disulfidbrücken in mitochondrialen Proteinen. Der zweite Schwerpunkt seiner Arbeitsgruppe ist die Struktur und Funktion mitochondrialer Ribosomen.